# Onapratut
 (avril 2018).
Si vous disposez d'ouvrages ou d'articles de référence ou si vous connaissez des sites web de qualité traitant du thème abordé ici, merci de compléter l'article en donnant les références utiles à sa vérifiabilité et en les liant à la section « Notes et références ».
 (octobre 2018).
Onapratut est une association loi de 1901 éditrice de bande dessinée créée en 2002 par Filak, Radi et Unter, sous l’égide de Jean-Yves Decottignies. Elle a commencé sous la forme d'un fanzine publié deux fois par an, puis annuellement. L’association a ensuite diversifié ses publications. En 2006, Baril a rejoint l’équipe rédactionnelle du fanzine ainsi que le bureau de l’association.
« Onapratut » est un sigle signifiant « On N’A Pas Réussi À Trouver Un Titre ».

## Auteurs publiés
Dans les ouvrages que la structure édite, se trouve en 2010 Les Nouveaux Pieds Nickelés qui rassemble les contributions dessinées par Michaël Baril, Aurélien Bédéneau, Fabien Bertrand, Paul Burckel, Ced, Clotka, Dib, François Duprat, Frédéric Duprat, elric, Filak, Stéphane Girod, Olivier Ka, Loco, Lommsek, Alejandro Milà, Pasto, Radi, Loïc Senan, Thibaut Soulcié, Unter, Waltch, Wayne, Wouzit, Carali, Caza, Hardy, Hugot, Lamorthe, Laurel, Étienne Lécroart, Thierry Martin, O'Groj, Obion, Nancy Peña, Jeff Pourquié, Olivier Schwartz, Al Séverin, Walthéry, et Wasterlain. La couverture de l’ouvrage est elle réalisée par Pascal Rabaté

## Titres parus
- Les sorcières (2002)
- Le vent (2003)
- Grille d'égout (2003)
- Les champignons (2004)
- Qui est dieu (& pourquoi) ? (2005)
- Qui veut tuer le président ? (2007)
- Qu’est-ce qui te fait peur ? (2008)
- Qu’est-ce qu’on mange ? (2009)

## Titres parus hors collection
- Paragraphiques, recueil de nouvelles illustrées (2006)
- Kitty Funnies, bande dessinée de Lougarre (2007)
- Le Blog, bande dessinée de Martin Vidberg et Nemo7 (2008)
- Nestor et Polux, bande dessinée de Fabrice Tarrin, Fred Neidhardt et O'Groj (2009)
- Wallstrip - rapport d'activité 2010, bande dessinée collective coéditée par Y'en A (2010)
- Monsieur Piche paie sa tournée, bande dessinée de Radi (2010), rééditée sous le titre Monsieur Piche – Open Bar (2012)
- Les Nouveaux Pieds Nickelés, bande dessinée collective d'après la série des Pieds Nickelés (2010)
- La Battemobile, bande dessinée de Pochep (2010)
- Pow R & Toc H se font suicider, bande dessinée d'elric (2011)
- Une cuite sinon rien, bande dessinée de Frèd Langout (2012)
- Je suis bourrée mais je t'aime quand même, bande dessinée d'Ana McKeir (2012)
- Revoilà Popeye, bande dessinée collective d'après la série de Popeye (2012)
- Sam & Max Police Freelance, bande dessinée de Steve Purcell (2015)